# Diferència finita

Els tres tipus de diferències finites. La diferència central sobre x dona la millor aproximació de la derivada de la funció en x.

Una diferència finita és una expressió matemàtica de la forma f (x + b) − f (x + a). Si una diferència finita es divideix per b − a, s'obté un quocient de diferència. L'aproximació de derivades per diferències finites té un paper central en els mètodes de diferències finites per a la solució numèrica d'equacions diferencials, especialment problemes de valors de contorn.
L'operador de diferència, denotat habitualment {\displaystyle \Delta } és l'operador que mapeja una funció f amb la funció {\displaystyle \Delta [f]} definit per
{\displaystyle \Delta [f](x)=f(x+1)-f(x).}
Una equació de diferència és una equació funcional que implica l'operador de diferències finites de la mateixa manera que una equació diferencial implica derivades. Hi ha moltes similituds entre les equacions a diferència i les equacions diferencials, especialment en els mètodes de resolució. Algunes relacions de recurrència es poden escriure com a equacions de diferència substituint la notació d'iteració per diferències finites.
En l'anàlisi numèrica, les diferències finites s'utilitzen àmpliament per aproximar derivades, i el terme "diferència finita" s'utilitza sovint com a abreviatura de "aproximació per diferències finites de derivades". Les aproximacions de diferències finites són quocients de diferències finites en la terminologia emprada anteriorment.
Les diferències finites van ser introduïdes per Brook Taylor el 1715 i també s'han estudiat com a objectes matemàtics abstractes autònoms en obres de George Boole (1860), LM Milne-Thomson (1933) i Károly Jordan de (1939). Les diferències finites remunten els seus orígens a un dels algorismes de Jost Bürgi (c. 1592) i treballs d' altres, inclòs Isaac Newton. El càlcul formal de diferències finites es pot veure com una alternativa al càlcul dels infinitesimals.
Normalment es consideren tres tipus bàsics: diferències finites cap endavant, enrere i centrals.
Una diferència cap endavant, denotada {\displaystyle \Delta _{h}[f],} d'una funció f és una funció definida com
{\displaystyle \Delta _{h}[f](x)=f(x+h)-f(x).}
Una diferència cap enrere utilitza els valors de la funció a x i x − h, en lloc dels valors a x + h i x :
{\displaystyle \nabla _{h}[f](x)=f(x)-f(x-h)=\Delta _{h}[f](x-h).}
Finalment, la diferència central ve donada per
{\displaystyle \delta _{h}[f](x)=f(x+{\tfrac {h}{2}})-f(x-{\tfrac {h}{2}})=\Delta _{h/2}[f](x)+\nabla _{h/2}[f](x).}